# Valerii Ianioglo

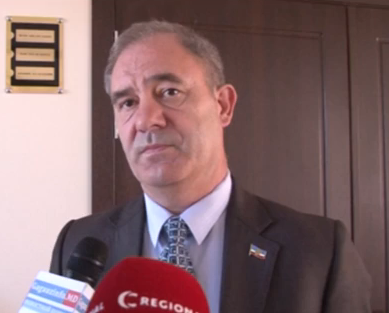
Valerii Ianioglo

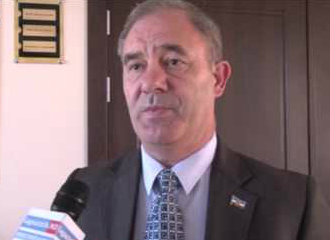

Valerii Ianioglo (în găgăuză Valerii Änioglo, în rusă Валерий Фёдорович Яниогло; n. 12 iunie 1957, Carabetovca, Basarabeasca) este un politician găgăuz din Republica Moldova, care a deținut funcția de prim-viceguvernator al UTA Gagauz-Yeri.

## Activitatea politică
Valerii Ianioglo s-a născut pe 12 iunie 1957, în satlu Carabetovca, raionul Basarabeasca. Este de meserie inginer-constructor. În anul 1999, Valerii Ianioglo a fost desemnat de către bașkanul Dumitru Croitor în funcția de prim-viceguvernator al UTA Gagauz-Yeri.
La 21 iunie 2002, sub presiunile interne și ale autorităților centrale, Dumitru Croitor demisionează din funcția de Guvernator al Găgăuziei, motivând oficial prin faptul că Adunarea Populară ignoră opinia sa în cazul adoptării deciziilor și îi respinge orice inițiative.
Dumitru Croitor îl numește la aceeași dată pe Valerii Ianioglo în funcția de guvernator interimar al UTA Gagauz Yeri. Însă la 10 iulie 2002, Adunarea Populară l-a desemnat ca bașcan interimar pe președintele Adunării, Ivan Kristioglo. El a adresat un apel conducerii Republicii Moldova cerând să invalideze alegerea lui Kristioglo ca nelegală.
Adunarea Populară a UTA Gagauz Yeri din 26 iulie 2002 a anulat decizia ei anterioară de a-l numi pe președintele Adunării, Ivan Kristioglo, ca guvernator interimar după demisia lui Dumitru Croitor și l-a desemnat ca guvernator interimar al Găgăuziei pe Gheorghe Mollo.
Această decizie a fost adoptată după ce procurorul general al regiunii autonome, Gheorghi Leiciu, a trimis o scrisoare Adunării Populare a Găgăuziei afirmând că numirea lui Ivan Kristioglo, ca guvernator interimar al UTA Gagauz Yeri la 10 iulie 2002 a fost ilegală deoarece a încălcat principiul separării puterilor în stat.
Este numit apoi ca șef al Departamentului de securitate la «Universalbanc» BCA.
La alegerile parlamentare din anul 2005 din Regiunea Găgăuzia, majoritatea voturilor electoratului (51,5%) a revenit forțelor de stânga noi, adică blocului "Patria-Rodina”, pentru care însă, aceste voturi nu au fost de ajuns ca formațiunea să treacă în Parlamentul Republicii Moldova.
La alegerile pentru funcția de bașcan din decembrie 2006, Valerii Ianioglo, pretendentul de bașcan din partea Blocului Electoral "Patria-Rodina-Ravnopravie”, nu a fost înregistrat în calitate de candidat. La 17 octombrie 2006, candidatul din partea blocului electoral “Patria-Rodina-Ravnopravie” Valerii Ianioglo a prezentat CEC din Găgăuzia documentele necesare pentru înregistrarea sa în calitate de candidat, inclusiv 172 liste de subscripție cu 6.447 semnături pentru susținerea sa. La 23 octombrie 2006, Comisia Electorală Centrală (CEC) a autonomiei a respins candidatura lui Ianioglo pe motiv că numărul semnăturilor recunoscute valabile (4919) a fost mai mic decât pragul prevăzut de Lege. Decizia a fost atacată cu recurs, dar Ianioglo nu a avut câștig de cauză.